# Nerva (Huelva)
Nerva is een gemeente in de Spaanse provincie Huelva in de regio Andalusië met een oppervlakte van 55 km². In 2007 telde Nerva 5991 inwoners.

## Demografische ontwikkeling
Bron: INE, 1897-2011: volkstellingen
Opm.: Tot 1885 behoorde Nerva tot de gemeente Zalamea la Real

## Geboren in Nerva
- Daniel Vázquez Díaz (1882-1969), schilder